# Верьовкин (пещера)
Пещерата Верьовкин е пещера на платото Арабика (също Арбаика), което принадлежи към Гагринския хребет в Западен Кавказ, на територията на Абхазия. Това е най-дълбоката пещера в света. Дълбочината на известната част от пещерата, според резултатите от топографско проучване през 2018 г., е 2212 m. По време на експедиция на пещерния клуб „Перово“ тя е увеличена до 2223 m чрез оглеждане с подводен дрон на сифона (подводния тунел) „Последната станция на капитан Немо“. Входът на пещерата със сечение 3×4 m се намира на прехода между планините Крепост и Зонт, по-близо до склоновете на планината Крепост. Дълбочината на входния кладенец е 32 m.
Информацията за пещерата Верьовкин като най-дълбоката в света е включена в Книгата за рекорди на Гинес:

## Наименование
Първоначално пещерата е маркирирана като С-115, след това – като П1-7, но през 1986 г. е преименувана на името на Александър Верьовкин, т.е. пещера „Верьовкин“. Спелеологът Александър Верьовкин загива през 1983 г. при преминаване на сифон в пещерата Су-Акан, разположена в масива Саръ-Тала, Кабардино-Балкарска република, Руска федерация.